# Shichigahama
Shichigahama (japanska: 七ヶ浜町?, Shichigahama-machi)) är en landskommun (köping) i Miyagi prefektur i Japan.  